# Adrian-Felician Cozma

Adrian-Felician Cozma (n. 30 august 1986, Satu Mare, România) este un deputat român, aflat la al doilea mandat în Parlamentul României, fiind prima dată ales în 2020 din partea PNL, în circumscripția electorală Satu Mare. Este secretar al comisiei juridice, de disciplină și imunități precum și membru a comisiei  de apărare, ordine publică și siguranță națională.    
A initiat, împreună cu Robert Sighartău, legea 195/2023 prin care anul 2023 a  a fost declarat Anul Iuliu Maniu.    
A inițiat și organizat pelerinajul "Satele Unite ale Satmarului", în scopul promovării și  cultivării  valorilor tradiționale și identitare  ale lumii satului românesc.    
Împreună cu primarul localității Socond, Cornea-Mare Nicolae, a inițiat evenimentul tradițional numit "Targul din Deal", în Zona Codrului, în apropierea localității Hodișa.
Activitatea parlamentara în cifre, perioada 2020-2024:    
| Luări de cuvânt:                     | la 25 puncte de sumar (în 24 ședințe) |
| - din care declarații politice:      | 8                                     |
| Declarații politice depuse în scris: | 3                                     |
| Propuneri legislative inițiate:      | 96, din care 31 promulgate legi       |
| Întrebari și interpelări:            | 247                                   |